# Argentinië op de Olympische Zomerspelen 1920
Argentinië nam deel aan de Olympische Zomerspelen 1920 in Antwerpen, België. Net als in 1900 en 1908 nam ook dit keer één Argentijn deel. Angel Rodríguez nam deel aan het boksen in het vedergewicht. Hij won geen medaille.
Rodríguez wordt overigens niet met naam genoemd in het officiële olympisch rapport van deze Spelen, dat overigens pas in 1957 verscheen.

## Resultaten

### Boksen
| Olympiër        | Discipline   | Resultaat | Prestatie                      |
| --------------- | ------------ | --------- | ------------------------------ |
| Ángel Rodríguez | -57,2 kg (m) | 17e       | 1e ronde: V van NOR Olsen: 0-3 |

Argentinië · Australië · België · Brazilië · Brits-Indië · Canada · Chili · Denemarken · Egypte · Estland · Finland · Frankrijk · Griekenland · Groot-Brittannië · Italië · Japan · Joegoslavië · Luxemburg · Monaco · Nederland · Nieuw-Zeeland · Noorwegen · Portugal · Spanje · Tsjecho-Slowakije · Verenigde Staten · Zuid-Afrika · Zweden · Zwitserland